# Pierre-Olivier Beckers-Vieujant
Pierre-Olivier Baron Beckers-Vieujant (* 3. Mai 1960 in Ukkel) ist ein belgischer Geschäftsmann und  Sportfunktionär.

## Allgemeines
Pierre-Olivier Beckers wurde als jüngstes von sechs Kindern des früheren Vorstandsvorsitzenden der Delhaize Group, Guy Beckers, geboren. Pierre-Olivier besuchte die Université catholique de Louvain und schloss mit dem Bachelor of Arts im Bereich angewandte Volkswirtschaftslehre ab. An der Harvard Business School erwarb er den Master of Business Administration. 1983 heiratete er Karine Josz. Im gleichen Jahr trat er der Delhaize Group bei und wurde 1999 Vorstandsvorsitzender. Im Juli 2012 wurde er in den Adelsstand erhoben und führt seitdem den Titel eines Barons. Im November 2012 beantragte er für sich und seine Nachkommen eine Namensänderung in Beckers-Vieujant. 2013 wurde er zum Kommandeur des Leopoldsorden ernannt.

## Verbindung zum Sport
2004–2021 war Beckers-Vieujant Präsident des belgischen NOK. 2012 wurde er zum IOC-Mitglied gewählt und ist in der Finanz- und in der Ethikkommission aktiv. Zudem ist er Vorsitzender der Rechnungskommission.